# Hugo Freund & Co
Hugo Freund & Co var ett smyckesföretag som grundades 1908 i Prag. Grundare var Hugo Freund.

## Historia
Hugo Freund & Co hade filialer i Wien, Pforzheim, Antwerpen och Schweiz. Filialerna var involverade i inköp och export och höll huvudkontoret informerat om utvecklingen i utlandet och marknadssituationen.
När importen av utländska varor blev svårare och det var nödvändigt att minska beroendet av utländska leverantörer och utländska fabriker, beslutade Freund att spara höga in på höga tull- och valutaomkostnader.
I slutet av andra världskriget nationaliserades alla privata företag i Tjeckoslovakien, inklusive Hugo Freund & Co.

## Galleri

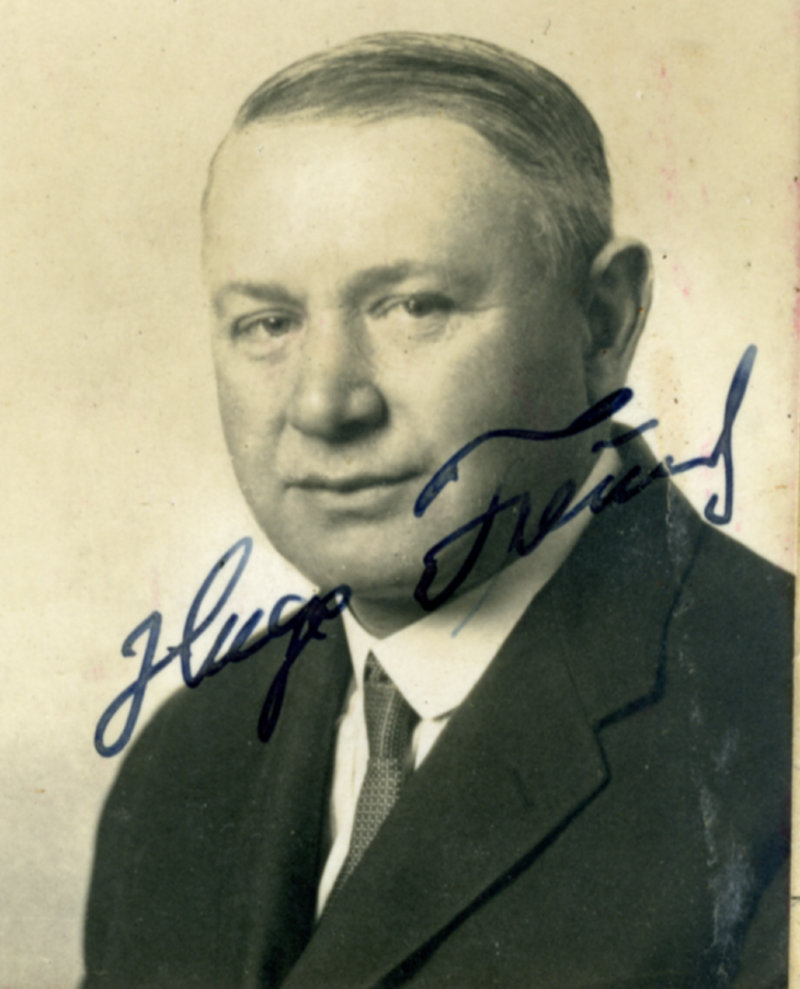
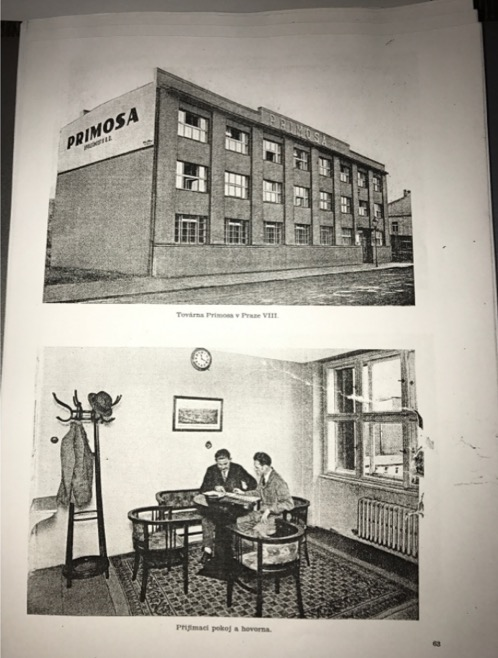
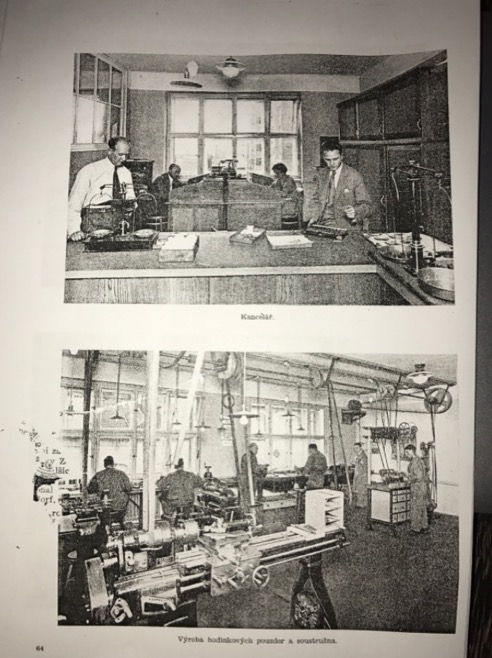
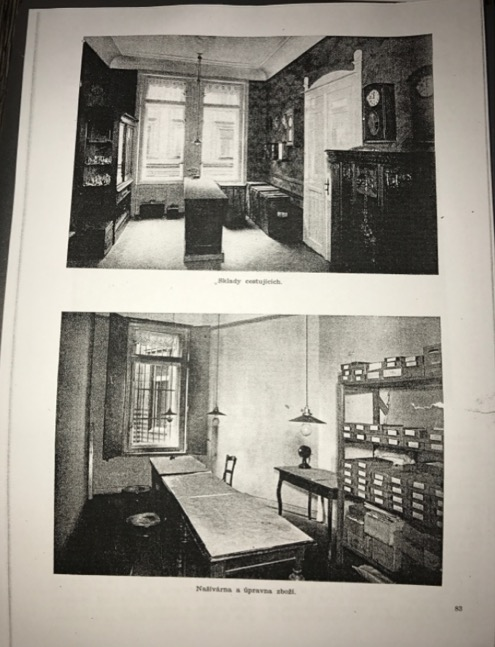
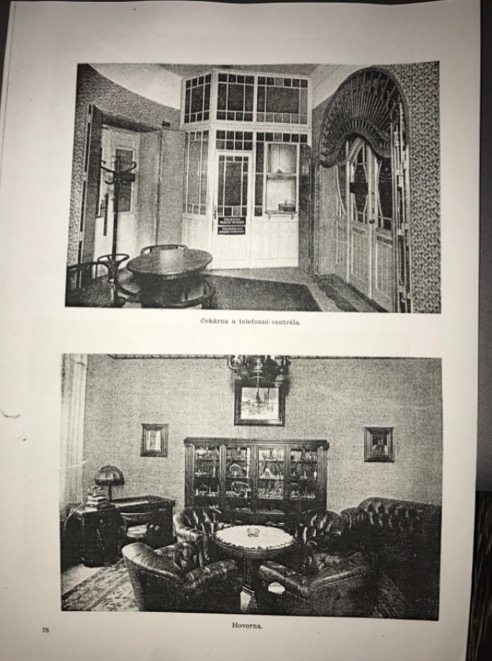